# Monument of Misanthropy
Monument of Misanthropy ist eine international erfolgreiche österreichische/englische Death-Metal-Band aus Wien/London. Die Band hat bis dato zwei Studio-Alben, eine EP und ein Demo veröffentlicht. Das bislang letzte Album Unterweger wurde 2021 unter dem Label Transcending Obscurity Records veröffentlicht.

## Bandgeschichte
Monument of Misanthropy wurde im Jahr 2010 von Sänger Georg Wilfinger (ex-Miasma) ursprünglich als Solo-Projekt gegründet. Im Jahr 2012 entwickelte sich das Projekt mit dem Schlagzeuger Romain Goulon (ex-Necrophagist) und Gitarrist Jean-Pierre Battesti zu einer Studio-Band weiter und veröffentlichte das Demo Bandroom Misanthropy.
Das Trio entschloss sich daraufhin, das Debütalbum Anger Mismanagement aufzunehmen und dieses selbst zu verlegen. Dies geschah nach einer erfolgreichen Crowdfunding-Kampagne im Jahre 2014. Durch den Bekanntheitsgrad der Gründungsmitglieder, vor allem von Goluon (dessen Band Necrophagist zu diesem Zeitpunkt ein einer Auszeit war), fanden schon die Teaser zum Album in den Szene-Medien entsprechende Beachtung.
Nach Erscheinen des Albums entschied sich die Band dazu, ein Live-Lineup aufzubauen. Es folgten in den Jahren 2016 und 2017 Touren mit Suffocation, Vader, Immolation, Cattle Decapitation und Abiotic. 2017 wurde die EP Capital Punisher veröffentlicht.
2018 folgte eine weitere Tour mit Full of Hell und ein Auftritt beim Musikfestival Brutal Assault, welches jährlich im August in der Festung Josefov in Jaroměř (Tschechien) veranstaltet wird. Es gilt als eines der größten Festivals für Extreme Metal in Europa.
Gegen Ende 2019 wurde nach einer neuerlichen Tour mit Immolation  mit Transcending Obscurity Records ein Vertrag über zwei Studioalben unterzeichnet, unter dessen Namen im Jahr 2021 das aktuelle Konzept-Album Unterweger veröffentlicht wurde.
Auf dem von Kristian Kohlmannslehner in dessen Kohlekeller-Studios produzierten Album sind die Gastsänger Sven de Caluwé (Aborted) und Julien Truchan (Benighted) zu hören. Das Debütalbum Anger Mismanagement wurde am 23. Januar 2022 vom Label Brutal Mind wieder veröffentlicht.

## Diskografie
- 2012: Bandroom Misanthropy (Demo, Eigenverlag)
- 2014: Anger Mismanagement (Album, Eigenverlag)
- 2017: Capital Punisher (EP, Eigenverlag)
- 2021: Unterweger (Album, Transcending Obscurity Records)
- 2022: Anger Mismanagement (Album-Wiederveröffentlichung, Brutal Mind Records)

## Videos
- 2021: The Legacy of a Malignant Narcissist (vom Album Unterweger)